# Monique Gagnon-Tremblay
Pour les articles homonymes, voir Gagnon et Tremblay.
Monique Gagnon-Tremblay, née le 26 mai 1940 à Plessisville, est une notaire et femme politique québécoise.
Députée libérale de Saint-François de 1985 à 2012, elle est ministre sous les gouvernements Robert Bourassa, Daniel Johnson (fils) et Jean Charest. Elle est la première femme à occuper le poste de cheffe de l'opposition officielle du Québec ainsi que de présidente du Conseil du trésor.

## Biographie

### Études et débuts en politique
Née le 26 mai 1940 à Plessisville,, Monique Gagnon-Tremblay obtient un diplôme de l'institut de secrétariat Quirion Business School, un baccalauréat ès arts de l'Université Laval, une licence en droit de l'Université de Sherbrooke et une licence en droit notarial de la même université. En 1973, elle réussit à décrocher sa licence en droit notarial.
Sa carrière politique débute alors qu'elle devient conseillère municipale à la ville d'Ascot Corner de 1979 à 1985. En 1980, année référendaire, elle est présidente du comité du Non dans la circonscription de Saint-François. Elle se porte candidate en 1981 dans la circonscription de Saint-François pour le Parti libéral du Québec (PLQ), mais elle est défaite.

### Carrière politique

#### Députée
Elle se représente en 1985 sous la bannière du PLQ et remporte la victoire dans la circonscription de Saint-François. Elle est depuis réélue à chaque élection générale provinciale.
Lors de la formation de son cabinet, Robert Bourassa la nomme ministre déléguée à la Condition féminine et des services de garde. Elle est ensuite nommée ministre des Communautés culturelles et de l'Immigration après l'élection de 1989.
Le 5 février 1991, elle conclut une entente avec son homologue fédérale Barbara McDougall quant au contrôle des immigrants au Québec. L'Accord Canada-Québec relatif à l'immigration et à l'admission temporaire des aubains (aussi connue sous le nom d'accord Gagnon-Tremblay/McDougall) entra en vigueur en avril de la même année.

#### Ministre
En 1993, Robert Bourassa la nomme ministre des Finances pour remplacer Gérard D. Levesque, mort en fonction. Elle devient alors la toute première femme à accéder à ce poste.
Lors de l'arrivée de Daniel Johnson (fils), il la nomme présidente du Conseil du trésor ; par le fait même, elle devient la toute première femme à gérer ce ministère et devient également vice-première ministre.
En 1994, le parti se retrouve à l'opposition officielle et elle devient alors présidente du caucus et porte-parole sur divers dossiers comme l'emploi, la culture et les communications, l'économie et la formation professionnelle.

#### Cheffe de l'opposition
En 1998, lors de la démission de Daniel Johnson et de l'arrivée de Jean Charest à la tête du parti, qui siégeait alors à Ottawa, elle est choisie pour devenir la cheffe de l'opposition officielle en attendant l'élection de Jean Charest à l'Assemblée nationale. Elle devient alors la toute première femme à occuper ce siège.
Lors de l'élection de Jean Charest en 1998 elle devient l'adjointe du chef de l'opposition officielle. Le poste avait été offert à Liza Frulla, mais cette dernière a refusé le poste.

#### Gouvernement Jean Charest

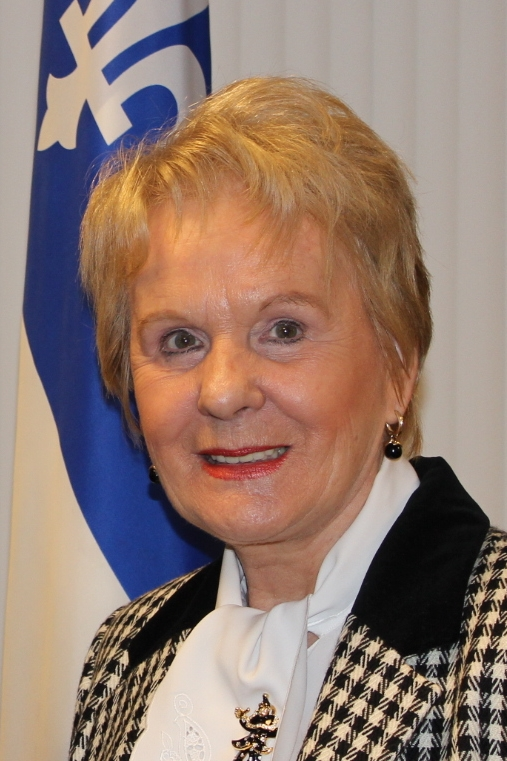
Gagnon-Tremblay en 2011.

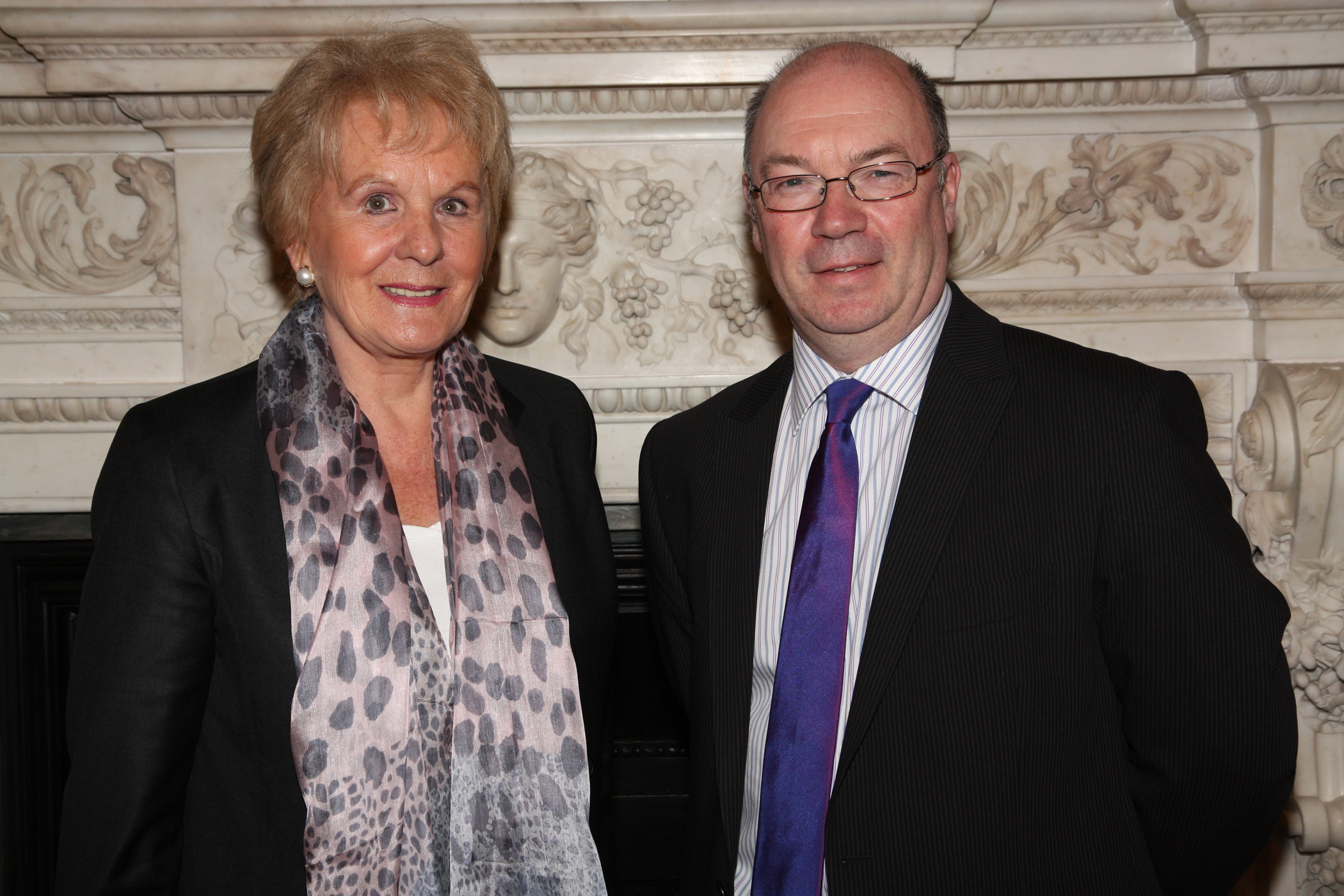
Monique Gagnon-Tremblay en compagnie du ministre britannique Alistair Burt.

En 2003, lors de la reprise du pouvoir des libéraux, elle redevient la vice-première ministre, ministre des Relations internationales, ministre responsable de la Francophonie et ministre responsable des régions de l'Estrie et du Centre-du-Québec.
Le 5 mai 2006, elle signe une 2e entente historique avec le gouvernement fédéral. Cette entente concerne la place du Québec à l'UNESCO. Quelques semaines plus tard, elle dépose la nouvelle Politique internationale du Québec (La force de l'action concertée) - la précédente ayant été déposée en 1991.
Le 26 mars 2007, le Parti libéral du Québec est reporté au pouvoir dans un parlement de cohabitation. Lors de l'assermentation du conseil des ministres du 18 avril, elle est confirmée de nouveau comme ministre des Relations internationales  et ministre responsable de la Francophonie. Elle est aussi nommée de nouveau ministre responsable de la région de l'Estrie. De plus, elle siège au Conseil du trésor à titre de vice-présidente et est membre du Comité ministériel de la prospérité économique et du développement durable et du Comité ministériel au développement des régions.
À la suite de l'élection générale de décembre 2008, Monique Gagnon-Tremblay, devient présidente du Conseil du trésor et ministre responsable de l'Administration gouvernementale. Le 25 juin 2010, elle annonce une entente de principe historique de cinq ans dans le cadre des négociations des conventions collectives des employés de la fonction publique. Cette entente prévoit une clause compensatoire en fonction de la performance économique de la province.
Le 11 août 2010, lors du remaniement ministériel, le premier ministre, Jean Charest, lui confie à nouveau la responsabilité du ministère des Relations internationales et responsable de la Francophonie.

### Après la politique
Elle ne se représente pas lors des élections de 2012.
En 2022, elle publie son autobiographie intitulée Une force tranquille.

## Distinctions et prix
Elle est récipiendaire, en 2005, de la Médaille de l'Assemblée nationale.
En 2003, Monique Gagnon-Tremblay est faite chevalière de l'ordre de la Pléiade. 
Elle reçoit un doctorat honorifique en droit civil de l'Université Bishop's le 4 juin 2016.